# Caccobius dorsalis
Caccobius dorsalis är en skalbaggsart som beskrevs av Edgar von Harold 1867. Caccobius dorsalis ingår i släktet Caccobius och familjen bladhorningar. Inga underarter finns listade.